# Winter Break
Winter Break è un film del 2003 diretto da Marni Banack ed interpretato da Milo Ventimiglia ed Eddie Kaye Thomas.